# Monty Python’s Fliegender Zirkus
Monty Python’s Fliegender Zirkus – niemiecka wersja Latającego Cyrku Monty Pythona, dwa 45-minutowe odcinki wyprodukowane przez WDR dla zachodnioniemieckiej telewizji, nakręcone w Bawarii. Niektóre skecze zawierają opracowane na nowo materiały pochodzące z At Last the 1948 Show. Jednak przeważająca część skeczów została napisana specjalnie do tych programów. Jedynie Holzfällerliederhosen jest niemieckim tłumaczeniem „Piosenki drwala” z jednego z odcinków „Latającego Cyrku”.

## Spis odcinków

### Monty Python’s Fliegender Zirkus - odcinek 1 (1971)
Pierwsza emisja w telewizji ARD: 3 stycznia 1972.
1. Wprowadzenie
2. Olimpijski ogień
3. Albrecht Dürer
4. Anita Ekberg śpiewa piosenkę „Albrecht Dürer”
5. „Kupiec wenecki” („Der Kaufmann von Venedig”)
6. Olimpijski ogień
7. Słowo od Francuza (Ein Wort von einem Franzosen)
8. Albrecht Dürer / Ginekolodzy (Albrecht Dürer /Ärzte züchten)
9. Krytyk teatralny
10. Lekarska wersja „Kupca weneckiego” („Der Kaufmann von Venedig” - Version der Ärzte)
11. Autostop
12. Czerwony Kapturek (Rotkäppchen)
13. Olimpijski ogień
14. Obozowisko
15. Głupawa Olimpiada (Blödelolympiade)
16. Teleturniej „Mówisz - Masz” (Gut gesagt ist halb gewonnen)
17. „Piosenka drwala” (Holzfällerliederhosen) w wykonaniu Michaela Palina oraz chóru Austriackiej Straży Granicznej
18. Bawarska restauracja (Das Bayerisches-Restaurant-Stück)
19. Lektyka
20. Końcowe podsumowanie

### Monty Python’s Fliegender Zirkus - odcinek 2 (1972)
Pierwsza emisja w telewizji ARD: 18 grudnia 1972.
1. William Tell
2. Euro-seksmaniacy
3. Animowana czołówka
4. Pochlebstwo
5. Rezerwat myszy / Rybny Park Narodowy
6. Kopalnie kurczaków
7. Międzynarodowa Filozofia - Mecz piłkarski między niemieckimi a greckimi filozofami
8. Colin 'Bomba' Harris w walce z samym sobą - Wrestling
9. Międzynarodowa Filozofia - Dokończenie meczu
10. 10 sekund seksu
11. Aparat słuchowy
12. Baśń o Szczęśliwej Dolinie (Księżniczka o drewnianych zębach)
13. Napisy końcowe